# Argnidae
Argnidae – nieliczna w gatunki rodzina lądowych ślimaków trzonkoocznych (Stylommatophora), dawniej czasami klasyfikowana jako podrodzina w obrębie poczwarkowatych (Pupillidae) lub beczułkowatych (Orculidae).
Występują w Europie – głównie w południowych i wschodnich Alpach oraz w Karpatach. W zapisie kopalnym znane są z górnego miocenu. W Polsce występuje jeden przedstawiciel tej rodziny, karpacki endemit Argna bielzi.
Charakteryzują się cylindryczną muszlą o wielu płaskich skrętach i regularnie prążkowanej powierzchni. Wysokość muszli wynosi 4–6 mm. Żyją w górskich lasach, na drewnie lub skałach.

## Systematyka
Rodzajem typowym rodziny jest Argna. Obecnie zalicza się do niej dwa rodzaje:
- Argna Cossmann, 1889
- Speleodentorcula E. Gittenberger, 1985 – jedynym przedstawicielem jest Speleodentorcula beroni E. Gittenberger, 1985

Zaliczany dawniej do tej rodziny rodzaj Agardhiella został w 2017 roku w oparciu o badania molekularne wydzielony do osobnej rodziny – Agardhiellidae.